# Drugi rząd Marta Laara
Drugi rząd Marta Laara – rząd Republiki Estońskiej funkcjonujący od 25 marca 1999 do 28 stycznia 2002.
Gabinet powstał po wyborach parlamentarnych w 1999 do Riigikogu IX kadencji, wygranych przez Związek Ojczyźniany (Isamaaliit). Do koalicji dołączyły Estońska Partia Reform (RE) i Estońska Partia Umiarkowanych (MR). Rząd zakończył swoje urzędowanie po rozpadzie koalicji w 2002 i dymisji Marta Laara.

## Skład rządu
| funkcja                      | minister             | partia     | okres urzędowania    | okres urzędowania   |
| funkcja                      | minister             | partia     | od                   | do                  |
| ---------------------------- | -------------------- | ---------- | -------------------- | ------------------- |
| premier                      | Mart Laar            | Isamaaliit | 25 marca 1999        | 28 stycznia 2002    |
| minister edukacji            | Tõnis Lukas          | Isamaaliit | 25 marca 1999        | 28 stycznia 2002    |
| minister sprawiedliwości     | Märt Rask            | RE         | 25 marca 1999        | 28 stycznia 2002    |
| minister obrony              | Jüri Luik            | Isamaaliit | 25 marca 1999        | 28 stycznia 2002    |
| minister środowiska          | Heiki Kranich        | RE         | 25 marca 1999        | 28 stycznia 2002    |
| minister kultury             | Signe Kivi           | RE         | 25 marca 1999        | 28 stycznia 2002    |
| minister rolnictwa           | Ivari Padar          | MR         | 25 marca 1999        | 28 stycznia 2002    |
| minister gospodarki          | Mihkel Pärnoja       | MR         | 25 marca 1999        | 5 października 2001 |
| minister gospodarki          | Henrik Hololei       | bezp.      | 15 października 2001 | 28 stycznia 2002    |
| minister finansów            | Siim Kallas          | RE         | 25 marca 1999        | 28 stycznia 2002    |
| minister spraw wewnętrznych  | Jüri Mõis            | Isamaaliit | 25 marca 1999        | 5 listopada 1999    |
| minister spraw wewnętrznych  | Tarmo Loodus         | Isamaaliit | 9 listopada 1999     | 28 stycznia 2002    |
| minister spraw społecznych   | Eiki Nestor          | MR         | 25 marca 1999        | 28 stycznia 2002    |
| minister infrastruktury      | Toivo Jürgenson      | Isamaaliit | 25 marca 1999        | 28 stycznia 2002    |
| minister spraw zagranicznych | Toomas Hendrik Ilves | MR         | 25 marca 1999        | 28 stycznia 2002    |
| minister bez teki            | Toivo Asmer          | RE         | 25 marca 1999        | 28 stycznia 2002    |
| minister bez teki            | Katrin Saks          | MR         | 25 marca 1999        | 28 stycznia 2002    |